# مجلة الصرخة
مجلّة الصرخة هي مجلّة فلسطينيّة، نُشرت في يافا في فترة الانتداب البريطانيّ.

## إصدار المجلّة
أُطلِقت المجلّة في مدينة يافا، وقد نُشرت باللّغة العربيّة.
لا تذكر المصادر سنة إصدار محدّدة للمجلّة، لكن بناءً على أعدادها المتوفّرة رقميًّا يُمكن القول إنّها كانت شائعة في سنوات الثلاثين من القرن العشرين. لمّا أُطلقت المجلّة عُرفت باسم "مجلّة الخميس"، ولكن في عام 1937 تمَ تغيير اسمها لِـ "الصرخة" بسبب الأحوال التي جرت في فلسطين.
تتوفّر ستّ أعداد من المجلّة رقميًّا، وهي الأعداد المنشور منذ 29 تشرين الأول  سنة 1936 حتّى 5 كانون الأوّل سنة 1937.
محرّرها المسؤول وصاحب المجلّة هو محمّد فريد الشنطي، أمّا مديرها فكان فوزي رشيد الشنطي.  

## مواضيع المجلّة
توفّرت مجلّة الصرخة باللّغة العربيّة. وكانت متنوّعة للغاية من ناحية المواضيع التي كانت تنشرها. فَلَم تكتفِ بالخطّ التحريريّ المحدّد لها، بل  نشرت مقالات من اتّجاهات وأنواع مختلفة، وخاصّة في المواضيع السياسيّة والثقافيّة والاجتماعيّة. ويُذكر أنّ من أهمّ زواياها كان عامود "فلسطين في أسبوع".